# Sacro Cuore di Gesù agonizzante a Vitinia
Le titre cardinalice de Sacro Cuore di Gesù agonizzante a Vitinia (Sacré-Cœur de Jésus agonisant, à Vitinia, en latin Titulus Sacratissimi Cordis Iesu in agoniam facti) est érigé par le pape Paul VI le 29 avril 1969 et rattaché à l'église homonyme.
Depuis le 7 décembre 2024, l'évêque titulaire est le cardinal Jean-Paul Vesco, O.P., archevêque métropolitain d'Alger.

## Titulaires
- Julio Rosales y Ras (1969-1983)
- Mario Luigi Ciappi, o.p. (1987-1996)
- Telesphore Placidus Toppo (2003-2023)
- Jean-Paul Vesco (depuis 2024)